# ジョン・マカリスター・スコフィールド
ジョン・マカリスター・スコフィールド（John McAllister Schofield, 1831年9月29日 - 1906年3月4日）は、アメリカ合衆国の軍人、政治家。南北戦争では北軍の陸軍少将として指揮を執り、戦後は陸軍長官と陸軍総司令官を務めた。

## 生い立ちと初期の経歴
1831年9月29日、スコフィールドはニューヨーク州ゲリーにおいて誕生した。スコフィールドは1853年にウェストポイントの陸軍士官学校を卒業した。スコフィールドは砲兵隊で2年を過ごした後、1855年から1860年まで陸軍士官学校で自然哲学と実験哲学の准教授を務めた。続いて1861年までは、ミズーリ州セントルイス・ワシントン大学で物理学の教授を務めた。

## 南北戦争
南北戦争が勃発すると、スコフィールドは北部を支持し、ミズーリ州の志願兵連隊に少佐として参加した。スコフィールドはナサニエル・ライアン少将の下で参謀長を務めた。1861年8月、スコフィールドはライアンとともにウィルソンズ・クリークの戦いに参加した。北軍はこの戦いに敗れ、ライアンは戦死した。スコフィールドは後に、この戦いにおける「顕著な勇敢さ」を評価され、名誉勲章を受勲した。
スコフィールドは1861年11月21日に志願兵准将に昇進し、続いて1862年11月29日に少将に昇進した。スコフィールドは1861年から1863年までミズーリ州内でさまざまな軍務を遂行した。この間の1862年10月12日から1863年3月30日まで、フロンティア軍の司令官を務めた。
1863年4月17日、スコフィールドはカンバーランド軍第17軍団で師団を指揮した。1864年、スコフィールドはウィリアム・シャーマン少将の下でアトランタ方面作戦に参加し、オハイオ軍司令官として指揮を執った。
シャーマンはアトランタ陥落に成功すると、続いてジョージア州を横断する海への進軍を行った。スコフィールド率いるオハイオ軍はシャーマンの軍隊から離れ、テネシー州においてジョージ・ヘンリー・トーマス少将率いるカンバーランド軍と合流した。1864年11月30日、南軍のジョン・ベル・フッド中将率いるテネシー軍がテネシー州内に侵攻し、第二次フランクリンの戦いが起こった。スコフィールドはトーマス少将と提携し、フッド中将の軍を撃退することに成功した。12月15日から12月16日にかけて、スコフィールドはナッシュヴィルの戦いに参加し、トーマス准将の決定的勝利に寄与した。スコフィールドは第二次フランクリンの戦いでの功績を評価され、11月30日に常備兵准将の階級を与えられた。さらに1865年3月13日、スコフィールドは名誉少将に昇進した。
1865年初め、スコフィールドはノースカロライナ州において、シャーマン少将とともに軍事行動を行うよう命じられた。スコフィールドは軍団を率いて鉄路と船で移動し、17日をかけてノースカロライナ州ウィルミントン南方のフィッシャー要塞まで到着した。2月11日、スコフィールドはウィルミントン市内へ侵攻し、2月22日にウィルミントンを占領した（ウィルミントンの戦い）。3月10日、スコフィールドはキンストンの戦いでも勝利を収め、3月23日にゴールズバラでシャーマン少将と合流した。

## 戦後

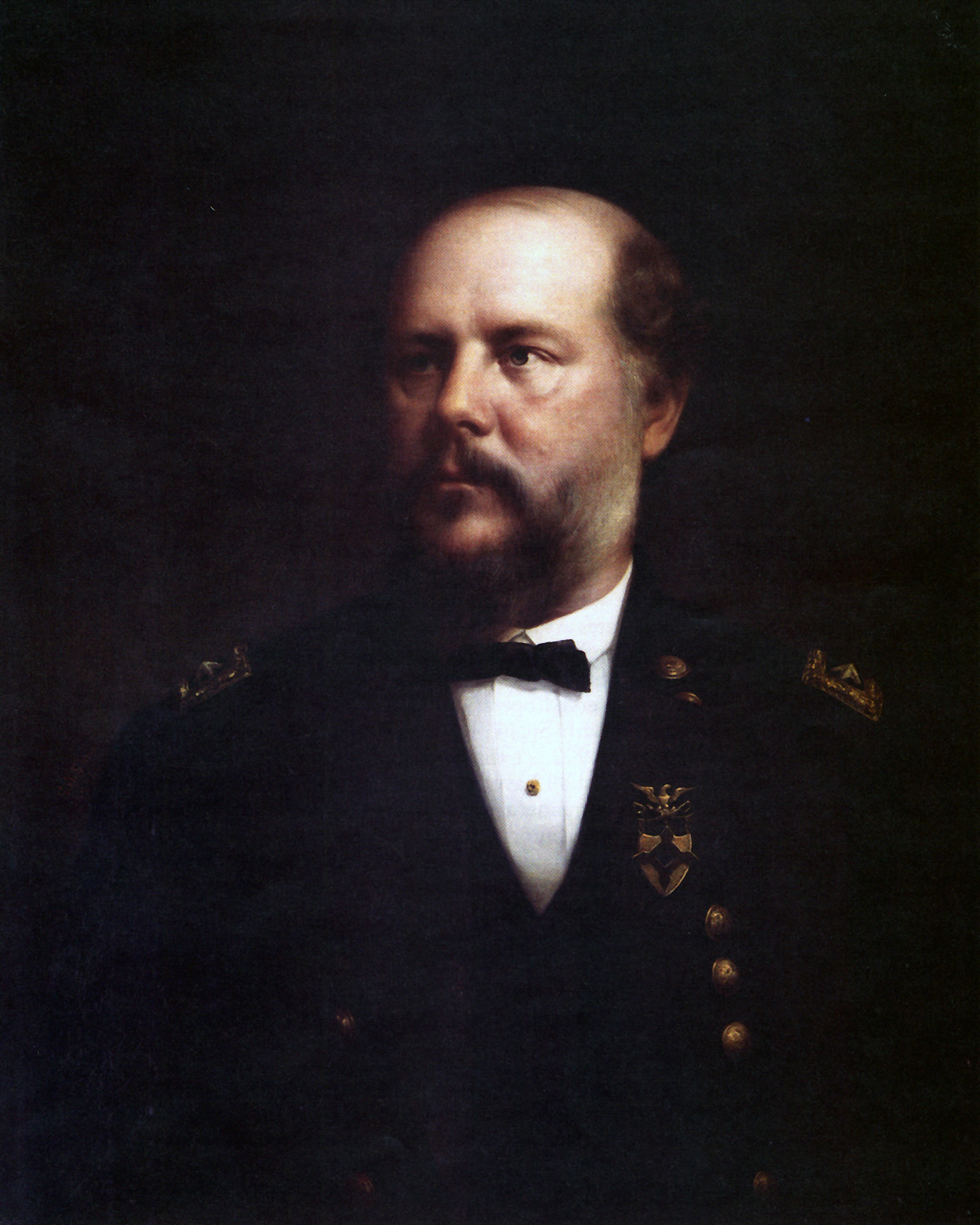
陸軍長官時代のスコフィールド

南北戦争後、スコフィールドは外交特使としてフランスに派遣された。スコフィールドはメキシコに駐留するフランス軍について、撤退を要望した。続いてスコフィールドはアンドリュー・ジョンソン大統領からバージニア州で暫定の軍政府長官に指名され、レコンストラクション最初期の軍事占領を進めた。
1868年、ジョンソン大統領は陸軍長官を務めていたエドウィン・スタントンを行政府から追い出し、暫定の後任としてスコフィールドを指名した。スコフィールドは正式の後任となるジョン・アーロン・ローリンズが上院の承認を得る1869年3月まで、ジョンソン大統領の下で第28代陸軍長官として職務に就いた。スコフィールドは退任直前の3月4日に、陸軍少将に任ぜられた。
1873年、第30代陸軍長官ベルナップは、ハワイ諸島においてアメリカがどのような戦略的影響力を持てるのかについて、スコフィールドに隠密調査を依頼した。スコフィールドはおよそ1年をかけて報告書をまとめ、真珠湾はアメリカにとって戦略的に重要であり、軍港を築く価値があるとした。
スコフィールドは1876年から1881年まで陸軍士官学校の学校長を務めた。スコフィールドの在任中、アフリカ系アメリカ人の士官候補生ジョンソン・チェスナット・ホイッタカーが同輩に攻撃を受けたと主張した。だがホイッタカーの主張は偽りであると申し立てられた。その結果、ホイッタカーは軍法会議にかけられ、士官学校を追放された。その後、この出来事に関して議会が調査を行い、スコフィールドは士官学校の最高責任者としての地位を取り上げられた。
スコフィールドは1888年8月から引退する1895年9月まで、アメリカ合衆国陸軍総司令官を務めた。1895年2月5日、スコフィールドは陸軍中将に昇格した。
1906年3月4日、スコフィールドはフロリダ州セントオーガスティンにおいて死去した。スコフィールドの遺体はアーリントン国立墓地に埋葬された。

## 関連書籍
- Eicher, John H., and Eicher, David J., Civil War High Commands, Stanford University Press, 2001, ISBN 0-8047-3641-3.